# Robin Bengtsson
Robin Bengtsson (født 27. april 1990) er en svensk sanger som repræsenterede Sverige ved Eurovision Song Contest 2017 med sangen "I Can't Go On", hvor han opnåede en 5. plads. Han deltog også i sæson 5 af det svenske udgave af Idols hvor han fik en 3. plads.